# متلازمة المرأة الملتحمة بالسكري
متلازمة المرأة الملتحمة بالسكري (بالإنجليزية: Achard–Thiers syndrome)‏ هي اضطراب نادر يحدث بشكل رئيسي عند النساء بعد انقطاع الطمث وتتميز بمرض السكري من النوع 2 (المقاوم للأنسولين) وعلامات زيادة الاندروجين. السبب الدقيق لهذه المتلازمة غير معروف.

## علامات وأعراض
الوصف الأصلي والتركيز المعتاد في هذه المتلازمة هو على الفرد المصاب كامرأة ملتحية مصابة بداء السكري. في النساء الأكبر سنًا، تكون الأعراض السريرية الأولى هي الأعراض المرتبطة بالسكري التقليدي وقد تشمل ارتفاع السكر في الدم بشكل غير طبيعي بسبب عدم قدرة الجسم على استخدام الأنسولين بشكل صحيح.
قد يكون لدى المتأثرين أيضًا مستويات عالية بشكل غير طبيعي من الجلوكوز في البول، كثرة التبول، العطش الشديد والجوع، وفقدان الوزن. علامات أخرى لمتلازمة هي مباشرة بسبب الإفراط في إنتاج الأندروجينات، ويمكن أن تشمل زيادة في شعر الجسم، وخاصة على الوجه والصدر والظهر وغيرها من المناطق، وتراجع شعري، وتعميق الصوت، وتوسيع البظر. العقم. والسمنة.
عادةً ما يظهر تاريخ المريض المفصل تطور فترات الحيض النادرة أو الخفيفة جدًا في شخص سبق له الحيض الطبيعي (قلة الطمث) أو عدم وجود فترات الحيض (انقطاع الطمث) بعد فترة الحيض الأولى بفترة قصيرة، تليها عادةً مرحلة النمو من شعر الجسم الزائد (الشعرانية) وزيادة الوزن بسرعة. العديد من النساء المصابات بالاضطراب لديهن نيجيريا.
يتم الآن تحديد كوكبة فائض الأندروجين السريري وفشل نظام التحكم في نسبة السكر في الدم في العمل بشكل صحيح (فرط الأنسولين) في وقت مبكر من حياة المرأة، عادة خلال فترة المراهقة وسن البلوغ، مثل متلازمة تكيس المبايض أو متلازمة تكيس المبايض.

## الأسباب
ويبدو أن هذه المتلازمات تنتقل داخل العائلات. حوالي 50 ٪ من أخوات النساء المصابات بمتلازمة تكيس المبايض لديهن شكل من أشكال المتلازمة. الآلية الدقيقة للانتقال الوراثي غير معروفة.

## السكان المتضررين
متلازمة Achard-Thiers هي اضطراب نادر يصيب الإناث بعد انقطاع الطمث. حدوث هذا الاضطراب في عامة السكان غير معروف.

## التشخيص
يجب الاشتباه في تشخيص متلازمة Achard-Thiers بناءً على النتائج السريرية. نظرًا لأن النساء المصابات بالفرط في الأنسولين، فإن اختبار تحمل الجلوكوز عن طريق الفم لمدة ساعتين يظهر مستويات مرتفعة بشكل غير طبيعي من الجلوكوز في الدم.

## العلاجات القياسية
علاج أو معاملة
يمكن إدارة مرض السكري عن طريق النظام الغذائي و / أو الأنسولين أو الأدوية الأخرى، كما هو مطلوب. يمكن استخدام التدابير التجميلية (على سبيل المثال، إزالة الشعر بالشمع والتحليل الكهربائي) لتسهيل إزالة الشعر. بالنسبة للنساء الأصغر سنا المصابات بمرض متلازمة تكيس المبايض، فإن العلاج باستخدام موانع الحمل الفموية هو العلاج الأكثر شيوعًا، في حين أنه بالنسبة للنساء بعد انقطاع الطمث المصابون بمتلازمة Achard-Thiers ، يوصى عادة بالعلاج بالهرمونات البديلة. مضادات الأندروجين كما تم استخدامها.